# 布朗頓 (明尼蘇達州)
布朗頓（英語：Brownton）是一個位於美國明尼蘇達州麥克萊德縣的城市。

## 歷史
布朗頓於1877年設立，翌年設立營運至今的郵局，1886年升格為城市。此地得名自地主阿朗索·L·布朗（Alonso L. Brown）。

## 人口
根據2020年美國人口普查的數據，布朗頓的面積為1.04平方千米，皆為陸地。當地共有人口731人，而人口密度為每平方千米703人。